# Julio César Manzur
Julio César Manzur Caffarena (Asunción, Departamento Central, Paraguay; 22 de enero de 1981) es un exfutbolista paraguayo que se desempeñaba como defensa central. Formó parte de la selección sub-23 de Paraguay que ganó la medalla de plata en los Juegos Olímpicos de Atenas 2004.
El 19 de diciembre de 2015, a los 34 años, el defensor colgó los botines. El jugador informó a su club, Rubio Ñu, que ya no seguiría jugando al fútbol de manera profesional.
El 7 de mayo de 2025 fue detenido en Luque, junto a otro dos sujetos, en medio de un operativo antidrogas de la policía de su país. Se les encontró un total de 5 kilos de cocaína en la camioneta en la que se movilizaban.

## Selección nacional
Ha sido internacional con la selección de Paraguay, participando de 32 encuentros y marcando un gol en la derrota como visitante por 3 a 2 con el combinado de Chile.

### Goles en la selección
| Resultados | Resultados | Resultados | Resultados | Estadio               | Fecha                   | Tipo     | Gol(es) |
| ---------- | ---------- | ---------- | ---------- | --------------------- | ----------------------- | -------- | ------- |
| Paraguay   | 2          | 3          | Chile      | La Portada, La Serena | 21 de diciembre de 2011 | Amistoso | 1 gol   |

### Participaciones en Copas del Mundo
| Mundial              | Sede     | Resultado      |
| -------------------- | -------- | -------------- |
| Copa Mundial de 2006 | Alemania | Fase de grupos |

## Clubes
| Club          | País      | Año       |
| ------------- | --------- | --------- |
| Cerro Corá    | Paraguay  | 2000-2001 |
| Guaraní       | Paraguay  | 2002-2005 |
| Santos F. C.  | Brasil    | 2006      |
| Guaraní       | Paraguay  | 2007      |
| Pachuca C. F. | México    | 2007-2008 |
| Libertad      | Paraguay  | 2009      |
| Tigre         | Argentina | 2009      |
| Olimpia       | Paraguay  | 2010      |
| León          | México    | 2011      |
| Guaraní       | Paraguay  | 2011-2012 |
| Olimpia       | Paraguay  | 2013-2014 |
| Rubio Ñu      | Paraguay  | 2015      |

## Palmarés

### Campeonatos regionales
| Título              | Club         | Estado    | Año  |
| ------------------- | ------------ | --------- | ---- |
| Campeonato Paulista | Santos F. C. | São Paulo | 2006 |

### Copas internacionales
| Título                           | Equipo                | Sede            | Año  |
| -------------------------------- | --------------------- | --------------- | ---- |
| Preolímpico                      | Selección de Paraguay | Chile           | 2004 |
| Juegos Olímpicos                 | Selección de Paraguay | Atenas          | 2004 |
| SuperLiga Norteamericana         | Pachuca C. F.         | Carson          | 2007 |
| Copa de Campeones de la Concacaf | Pachuca C. F.         | Pachuca de Soto | 2008 |

(*) Incluyendo la selección.